# Xã Prairie View, Quận Wilkin, Minnesota
Xã Prairie View (tiếng Anh: Prairie View Township) là một xã thuộc quận Wilkin, tiểu bang Minnesota, Hoa Kỳ. Năm 2010, dân số của xã này là 196 người.